# فاتح أباد
فاتح أباد رمزها «FT» (بالإنجليزية: Fatehabad)‏ ، هو تقسيم إداري لدولة الهند تتبع ولاية هاريانا (بالإنجليزية: Haryana)‏ ، مركزها هو مدينة فاتح أباد (بالإنجليزية: Fatehabad)‏ عدد سكانها حسب تعداد سنة 2001 هو 806,158 ، مساحتها 2,491 كم² وكثافة السكان 324 لكل كم² .